# In Legend
In Legend es un grupo alemán de piano metal fundado en 2012 gracias a la iniciativa de Bastian Emig, baterista del grupo de metal a capela, Van Canto.
Los miembros actuales son Bastian Emig (piano y vocales), Daniel Wicke (bajo), Dennis Otto (batería), Daniel Galmarini (piano) y Daniel Schmidle (keytar).
Su estilo musical es bastante diferente pues las guitarras son reemplazadas por piano. 

## Historia

### Fundación y Pandemonium EP
El fundador Bastian Emig, actual baterista del grupo Van Canto, ha sido miembro de varias bandas como Jester's Funeral. Gracias a Van Canto conoció al productor Charlie Bauerfeind quien ha sido su mayor influencia. Con su ayuda Bastian grabó las baterías para las primeras canciones de In Legend (que luego serían revisadas por Jürgen Lusky en los Estuios HOFA). In Legend partió como un trío (Bastian Emig, Daniel Wicke y Dennis Otto), y Daniel Schmile hizo su debut en vivo con la banda el 24 de septiembre de 2011. El EP Pandemonium fue lanzado en enero del 2010 con un límite de 500 copias y vendido durante el Tour de Primavera apoyando a Van Canto.

### Ballads 'n' Bullets
El álbum fue grabado y revisado en diciembre de 2010 bajo un contrato de lanzamiento con la firma SPV.  Por primera vez hay un lanzamiento en colaboración entre dos sub-firmas (Steamhammer y Oblivion). Ballads 'n' Bullets fue lanzando el 20 de mayo de 2011. Contiene 14 canciones, de las cuales cuatro aparecen también en el EP Pandemonium.

### Stone at Goliath
Este álbum fue puesto en venta a través de internet llegando al mercado el 9 de enero de 2015. Se caracteriza por la introducción de piano adicional (Daniel Galmarini) y un estilo de música más intrincado y menos agresivo con reminiscencias de otros estilos como jazz. Consta de 14 canciones con títulos como "Envoys of Peace" previamente dados a conocer a través de su canal en Youtube. Es el primer álbum donde participa Daniel Schmidle vinculado a la banda desde 2011. DanielWicke y el batería Dennis Otto son reemplazados por Paul Perlejewski y Marcos Feminella.

## Estilo
El estilo musical de In Legend tiene sus raíces en el género del Heavy Metal y su diferencia esencial se da en que la guitarra eléctrica, el instrumento dominante de la mayoría de las bandas de heavy metal, es reemplezado por el piano. La banda define su música como “hand-hammered piano craft” (algo así como “artesanía en piano”), y Bastian Emig describe sus sonidos como “Tori Amos con cocaína”. Emig compone -ayudado por baterías agresivas, poderosos bajos y con la mano izquierda en el piano- un sonido muy duro. Así, conjugándolo con las letras, melodías memorables nacen.

## Discografía
- Pandemonium EP (2010)
- Ballads 'n' Bullets (2011)
- Stones At Goliath (2015)